# 메트

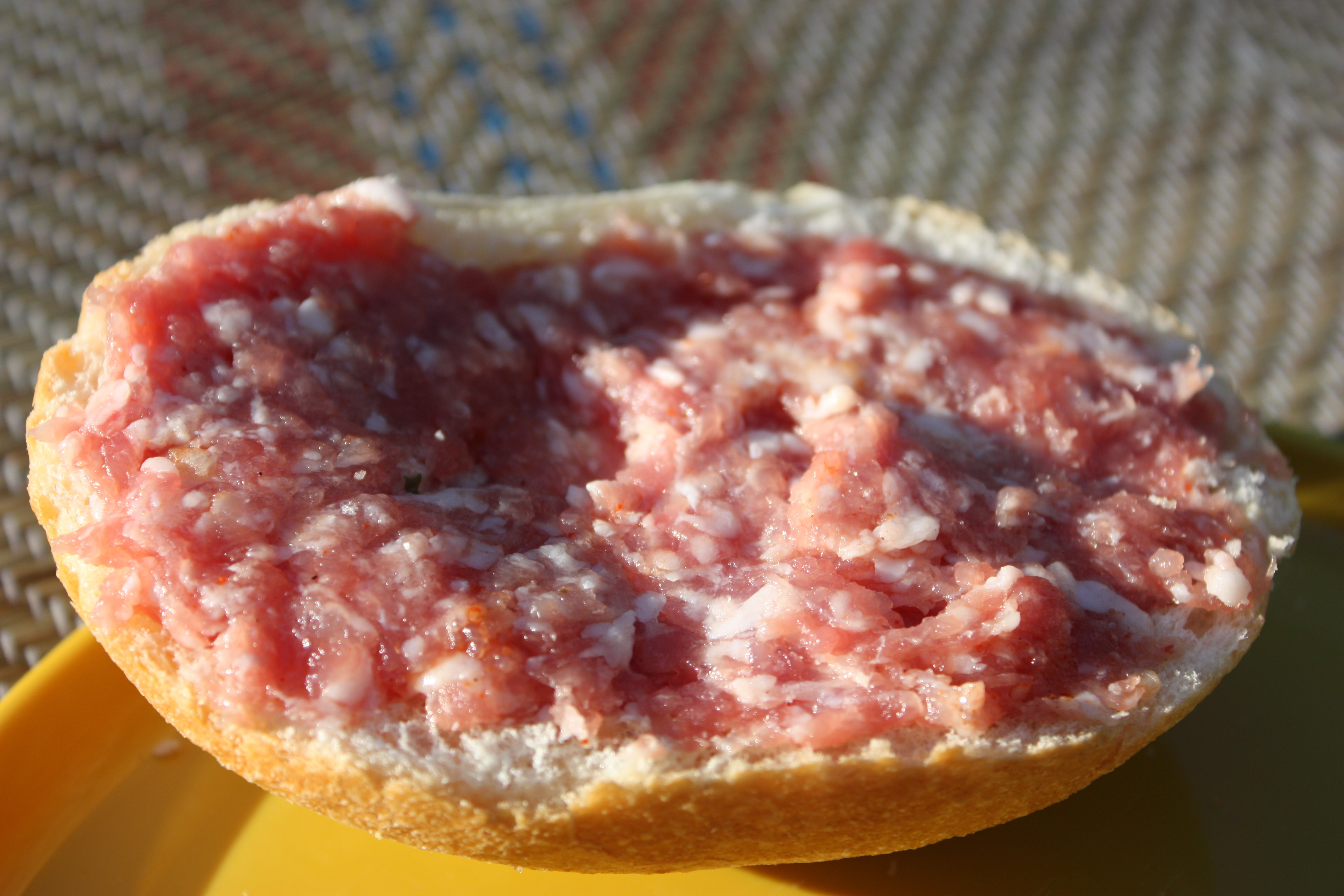
메트브뢰트헨 – 빵 위에 얹은 메트

메트(Mett), 북독일, 동독일 및 베를린에서는 하케페터로도 알려진 이 음식은 독일에서 인기 있는 소금과 후추로 양념한 잘게 다진 생 돼지고기이다. 빵 롤 반쪽에 자주 발라 먹으며, 선택적으로 생양파를 위에 얹기도 한다. 1950년대부터 메트는 고슴도치 모양으로 장식적으로 만든 뷔페 요리로도 제공되었으며, 생양파를 "가시"로 사용했다. 독일 법은 메트의 지방 함량이 35%를 초과하는 것을 금지한다.

## 설명
이 이름은 "지방이 없는 다진 돼지고기"를 뜻하는 저지 독일어 mett 또는 "음식"을 뜻하는 고대 작센어 meti에서 유래했다. 일반적으로 소금과 흑후추로 양념한 다진 돼지고기로 구성되며, 지역에 따라 마늘이나 캐러웨이를 넣기도 하고, 생으로 먹는다. 다진 양파를 추가할 수도 있으며, 이 경우 츠비벨메트(양파 mett)라고 불린다. 법적으로 독일 mett는 지방 함량이 35%를 초과할 수 없다. 미리 포장되지 않은 경우, 독일 식품 위생 지침(Lebensmittelhygiene-Verordnung)은 메트를 생산 당일에만 판매하도록 허용한다. 메트는 다진 생 쇠고기 요리인 스테이크 타르타르와 비슷하다.

## 종류
햄(상부 허벅지)으로 준비된 싱켄메트("햄 메트")는 특히 고급으로 간주된다.
일반적으로 현지에서 다진 메트와 달리 거친 돼지고기 메트(Grobes Schweinemett)는 산업용 고기 분쇄기로 생산된다. 구조를 보존하기 위해 돼지고기는 일반적으로 반쯤 얼어있는 상태로 가공된다. 식품 및 위생 규정은 온도가 2 °C (36 °F)를 초과하는 것을 허용하지 않으며, 냉각을 위해 얼음을 사용할 수 없다.

## 제공 방식

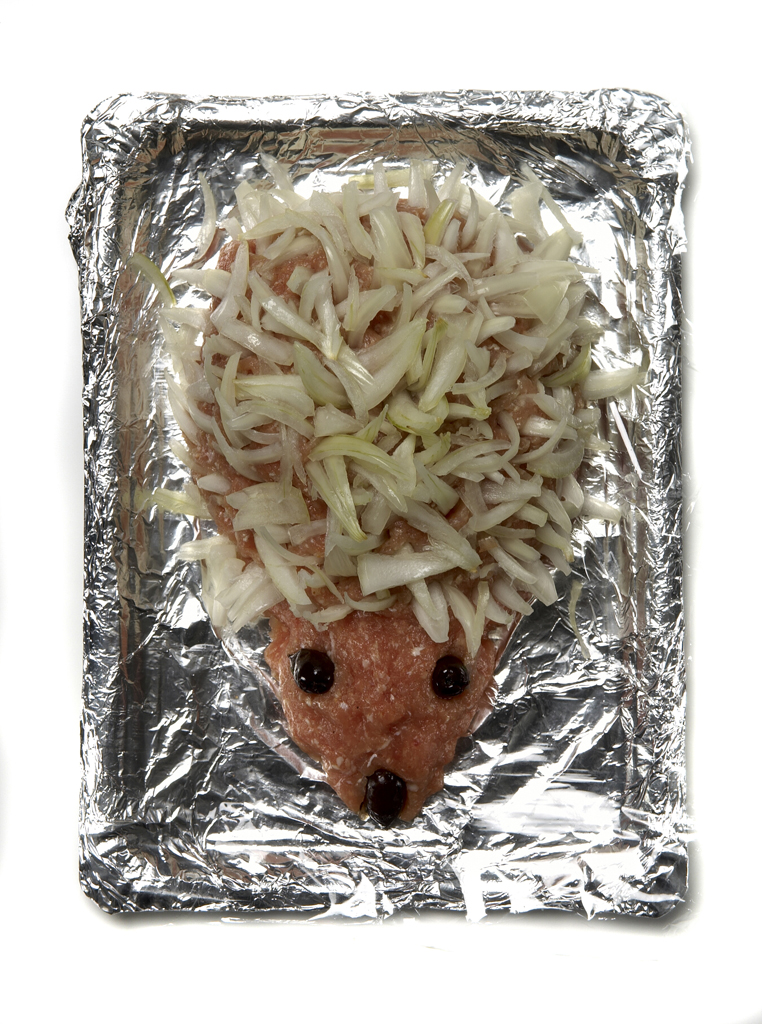
메티겔(고슴도치 모양의 메트)

메트는 보통 빵 롤(메트브뢰트헨)이나 썰린 빵 위에 먹으며, 종종 생양파 링이나 다진 생양파로 장식한다.
뷔페에서는 메트가 때때로 메티겔(메트 고슴도치, 또는 하케페터리겔 또는 하케페터슈바인)로 제공된다. 이러한 방식의 메트 제공은 1950년대부터 인기를 얻었다. 이를 제공하기 위해 많은 양의 메트를 고슴도치 모양으로 만들고, 쿼터링된 양파 링이나 프레첼 스틱을 가시로, 올리브를 눈과 코로 사용한다.
메트는 소시지 형태(독일어: 메트부어스트)로도 제공될 수 있다.
독일 남부 일부 지역에서는 메트(메트슈탄게)가 일반 빵 대신 라예 번 위에 제공될 수 있다.
브라질 남부에서는 독일 이민자들의 영향을 받아 하케페터 또는 쿠리치바의 카르네 데 온사로 알려져 있으며, 이 요리는 매우 흔하며 골파로 덮여 제공된다. 이 변형은 돼지고기가 아닌 생 쇠고기로 만들어진다.
이탈리아에서는 살시차 크루다가 매운 돼지고기 타르타르 요리이다.
위스콘신주에서는 "카니발 샌드위치" 또는 "와일드캣"(호밀 빵 위에 양념한 생 쇠고기와 썰린 양파)이 때때로 휴일이나 가족 모임에 소비된다. 중서부 역사가들은 일반적으로 이 지속적인 요리 관행이 19세기 독일 이민이 이 지역으로 유입된 결과라고 동의한다.

## 같이 보기
- 바사시
- 치이 쾨프테
- 크루도스
- 킵베 나이예
- 크트포
- 돼지고기 요리 목록
- 육류 요리 목록
- 스테이크 타르타르
- 스시
- 타이거 미트